# Riksvei

Indicator de drum național norvegian

Riksvei (în norvegiană riksvei/riksveg abbr. Rv; literal: drum imperial) este denumirea de drum principal în Norvegia și este aproximativ comparabil în română  cu drum național. Statens vegvesen, care este subordonat Ministerului Norvegian al Transporturilor, este instituția responsabilă pentru planificarea, întreținerea și extinderea unui Riksvei.
Șoselele au fost împărțite în Riksvei (drumuri naționale), Fylkesvei (drumuri provinciale) și Kommunal vei în anul 1931. De la o reformă administrativă din 2010, peste 60% din drumuri sunt în mâini regionale, adică sunt Fylkesveier; au mai rămas doar 19 Riksveier.

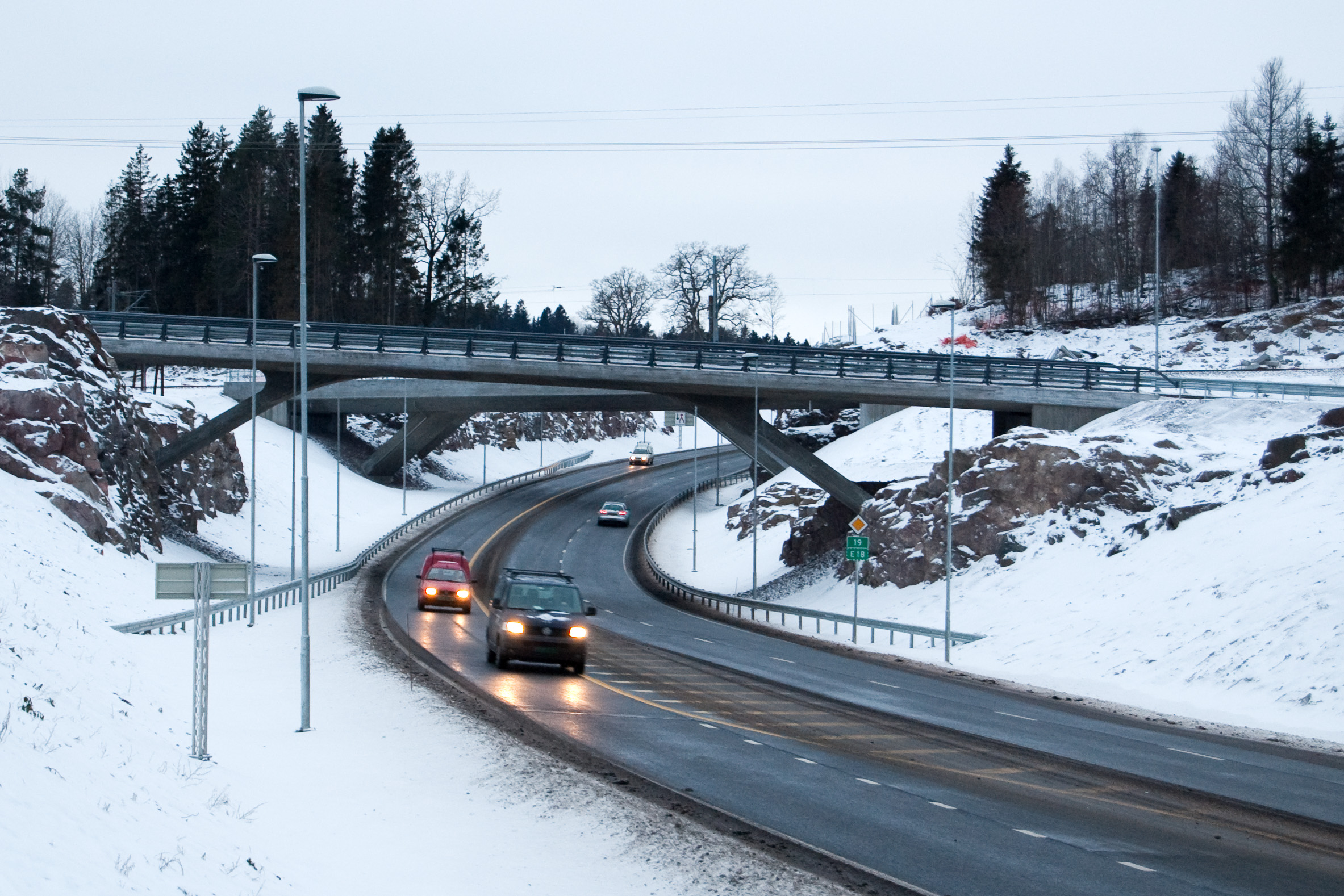
Riksvei 19 la Skoppum
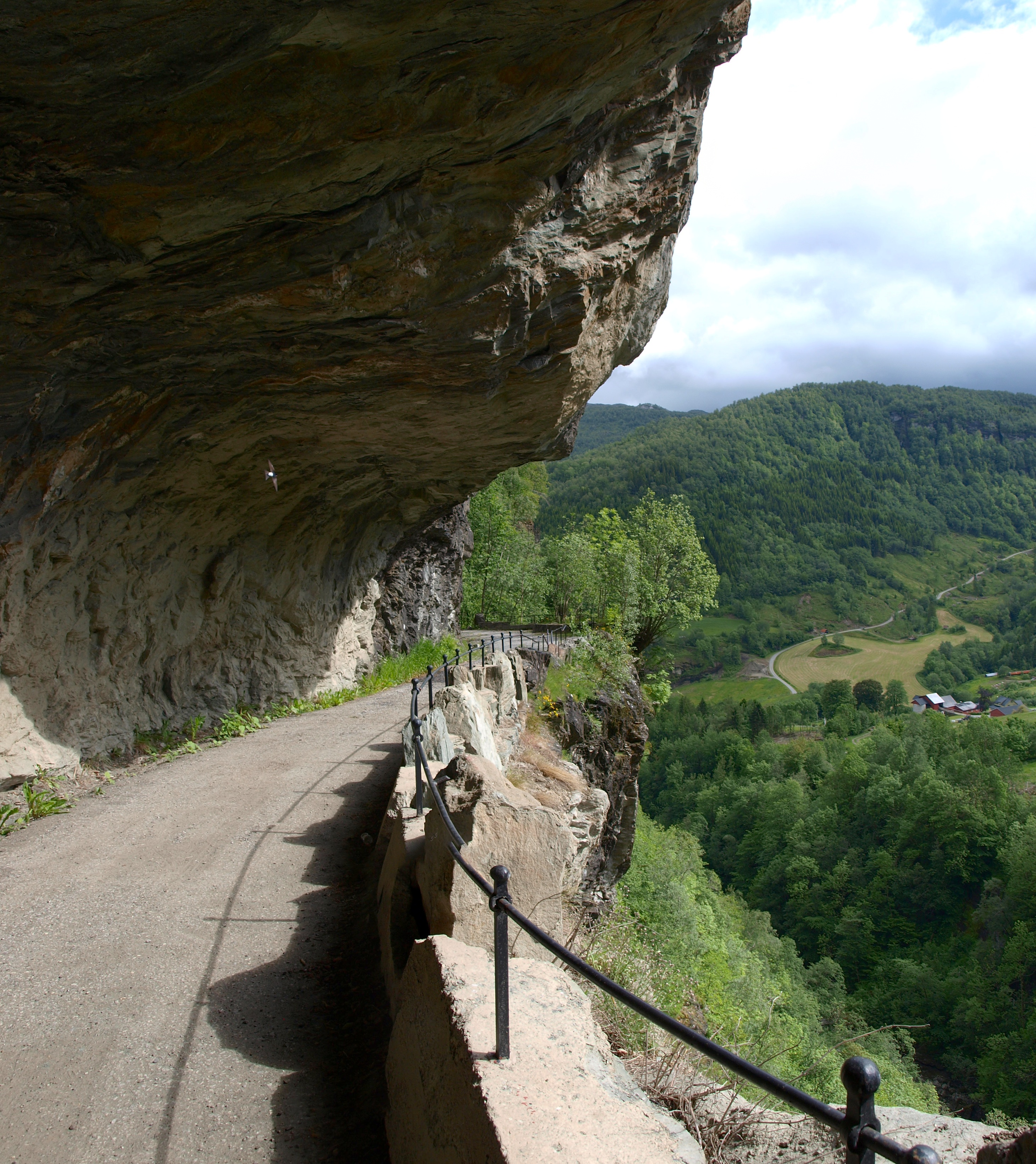
Gamle Riksvei 7 la Kvam